# Bashar Warda
Dom Bashar Matti Warda, CSsR (Bagdá, 19 de junho 1969) é um padre redentorista e bispo católico iraquiano. Desde 24 de maio de 2010 é o arquieparca de Arbil, uma arquieparquia católica caldeia, localizada no Iraque.

## Biografia
Nascido em Bagdá em 1969, dom Bashar estudou no Seminário caldeu de São Pedro da sua cidade e foi ordenado padre em 8 de maio de 1993. Começou seu sacerdócio na igreja de São Tomé e então serviu como padre assistente para a Igreja dos Dois Apóstolos em Bagdá em 1994, em seguida foi reitor assistente no seminário menor de São Pedro, além de seu serviço na Igreja da Divina Sabedoria entre 1994-1995. Ingressou na Congregação do Santíssimo Redentor em 1995 e foi enviado para a Irlanda para retomar seu noviciado. Em 1999, obteve seu Mestrado em Teologia Moral na Universidade Católica de Lovaina.
Retornando ao Iraque no mesmo ano, ele trabalhou no Babel College em Bagdá como professor assistente. Bashar fez seus votos perpétuos para a Ordem Redentorista em 2001. Em 2002, foi nomeado pároco da Igreja Mar Elia em Bagdá, na qual ele estabeleceu uma escola primária "A Tenda da Virgem" ou "Khaymat Al-Athraa" em 2005, como uma resposta não violenta ao bombardeio da igreja em primeiro de agosto de 2004. Em 14 de dezembro de 2006, foi nomeado reitor do seminário de São Pedro em Arbil, onde serviu por quatro anos e liderou a reconstrução do campus do seminário.
Em 24 de maio de 2010 foi nomeado arcebispo de Arbil pelo Papa Bento XVI e foi consagrado em 30 de julho do mesmo ano, pelo patriarca da Babilônia, dom Emmanuel III Delly; os co-consagradores foram Emil Shimoun Nona, Arcebispo Caldeu de Mossul, Francis Chullikatt, Núncio Apostólico na Jordânia e no Iraque, bem como os seguintes (arce)bispos caldeus: Jacques Ishaq, Arcebispo titular de Nisibis dei Chaldei, Louis Raphaël I Sako, Arcebispo de Kirkuk, Hanna Zora, Arcebispo de Ahvaz, Shlemon Warduni, Bispo Titular de Anbar dei Caldei, Petros Hanna Issa Al-Harboli, Bispo de Zaku, Rabban al-Qas, Bispo de Amadiyah, e Mikha Pola Maqdassi, Bispo de Alqosh.
Em 2011, o Arcebispo Warda fundou a escola Mar Qardakh, a primeira escola na região do Curdistão a adotar o sistema de educação IB. Em 2020, a Mar Qardakh fez parceria com a Chesterton Schools Network e fundou a St. Thomas Chesterton Academy dentro da escola. Fundou em 2012 a Universidade Católica em Erbil (CUE), que foi inaugurada formalmente em 8 de dezembro de 2015, no meio da guerra do ISIS.
Após os ataques do ISIS e o deslocamento em massa de famílias de Mossul e da planície de Nínive, muitas das quais fugiram para a região de Arbil. O Arcebispo, com apoio das igrejas, conseguiu estabelecer diversos programas de ajuda, reunindo voluntários para trabalhar com o dinheiro recebido de várias agências internacionais de ajuda cristã. Em 2015, com a ajuda de doadores, um complexo foi construído em Arbil para os estudantes da Universidade Al-Hamdaniya (Nínive), que havia sido destruída e estava ocupada pelo ISIS. Arcebispo Warda também fundou a escola Maryamana em 2017; a escola primária Al-Bishara em 2018; e a escola secundária Um Al Maouna em 2019. A partir de sua posição na Igreja Católica, o arcebispo falou a favor dos cristãos perseguidos e da violência do ISIS.
Em 4 de dezembro de 2019, em uma reunião plena do Conselho de Segurança da ONU em Nova York, o Arcebispo Warda foi aclamado por seu discurso em defesa da dignidade do povo iraquiano no auge dos protestos em andamento contra a corrupção e disfunção do governo no Iraque. Assim, ele estava na Casa Branca na assinatura da lei HR 390, a “Lei de Alívio e Responsabilização pelo Genocídio no Iraque e na Síria de 2018”, que permitiu assistência direta a comunidades no Iraque ou na Síria. Ele também celebrou missa na Casa Branca naquela ocasião.
Em 2022, o Arcebispo abriu o hospital Maryamana em Ankawa. No mesmo ano, ele liderou o estabelecimento do Comitê Humanitário de Ankawa, uma entidade local sem fins lucrativos baseada na fé, engajada em trabalho humanitário e de desenvolvimento no norte do Iraque.
Em reconhecimento às suas realizações, o Arcebispo Warda recebeu um doutorado honorário da Universidade Católica da Austrália em 2019, e outros doutorados honorários da Universidade Franciscana de Steubenville e da Universidade de Dallas em 2021, onde também fez o discurso de formatura.

## Galeria

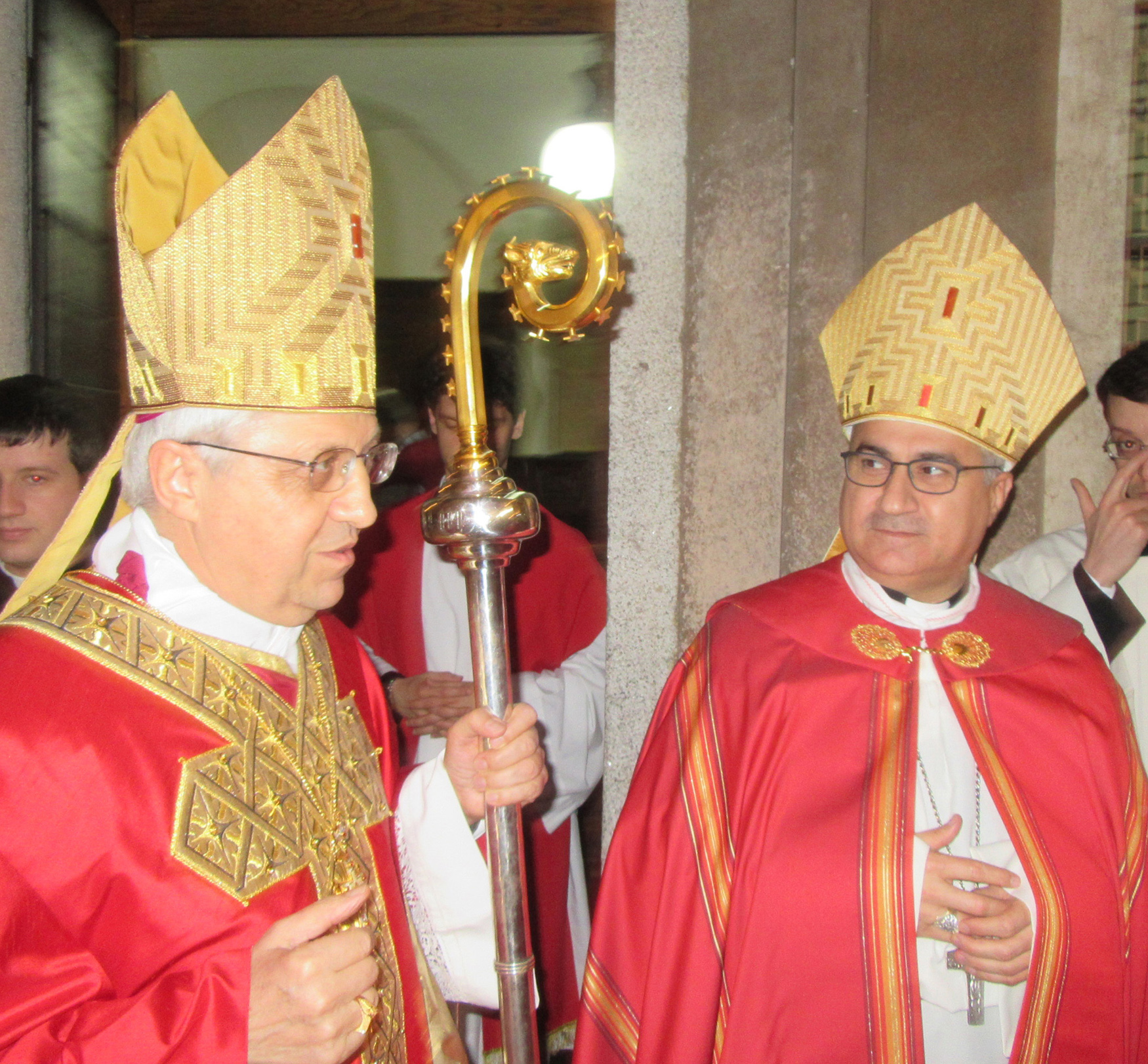
Dom Bashar com dom Maurizio Malvestiti durante a vigilia de Pentecostes na catedral de Lodi, 14 de maio de 2016.
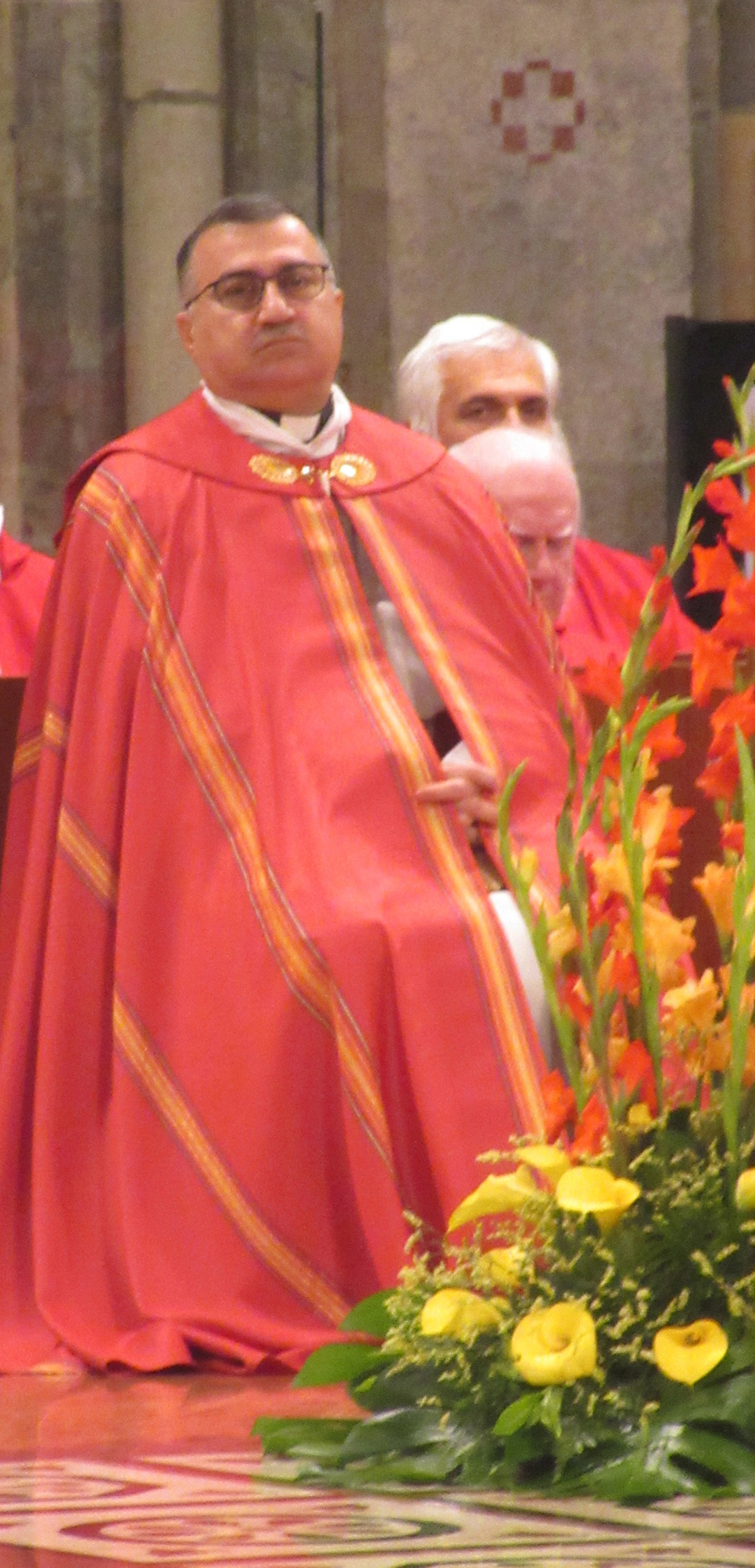
Dom Bashar durante a vigilia de Pentecostes na catedral de Lodi, 14 de maio de 2016.